# 아구스틴 로시
아구스틴 다니엘 로시(스페인어: Agustín Daniel Rossi, 1995년 8월 21일 ~ )는 아르헨티나의 축구 선수이다. 그의 포지션은 골키퍼로, 현재 캄페오나투 브라질레이루 세리이 A의 플라멩구에서 활약하고 있다.

## 클럽 경력

### 차카리타 주니어스
부에노스아이레스에서 태어난 로시는 차카리타 주니어스 유소년 팀을 졸업하고 2014년 4월 2일, 그는 3-1로 패한 인스티투토와의 코파 아르헨티나 원정 경기에서 1군 데뷔전을 치렀다.

### 에스투디안테스 데 라플라타
2014년 12월 25일, 로시는 에스투디안테스로 이적하였다. 그는 이듬해 4월 18일, 1-1로 비긴 로사리오 센트랄과의 홈경기에서 풀타임을 소화하며 프리메라 디비시온 데뷔전을 치렀다.

#### 데펜사 이 후스티시아 (임대)
2016년 7월 24일, 로시는 같은 1부 리그의 데펜사 이 후스티시아로 임대되었다.

### 보카 주니어스
2017년 2월 1일, 로시는 €1.17M로 추정되는 이적료에 보카 주니어스로 이적하였다.

#### 알나스르 (임대)
2023년 1월 21일, 보카 주니어스가 계약이 끝날 때까지 선수를 더 이상 기용하지 않기로 결정함에 따라, 로시는 사우디 프로페셔널리그의 알나스르로 2023년 6월 30일까지 6개월간 임대되었다. 로시는 부상당한 다비드 오스피나의 대체자로 영입되었다.

### 플라멩구
2023년 1월 9일, 플라멩구는 로시가 보카 주니어스와의 계약이 6월 말로 만료됨에 따라 자유계약으로 2023년 7월 1일부터 시작되는 계약으로 2027년 12월 31일까지 계약을 맺었다고 발표했다.

## 수상 내역
보카 주니어스
- 프리메라 디비시온: 2016–17, 2017–18, 2022
- 코파 아르헨티나: 2019–20
- 코파 데 라 리가 프로페시오날: 2020, 2022